# 雅加列
雅加列（英語：Ajalia）是孟加拉国巴里萨尔专区巴里萨尔县的一个村庄。